# 吉野広域行政組合
吉野広域行政組合（よしのこういきぎょうせいくみあい）は、奈良県吉野郡吉野町・川上村・東吉野村の1町2村による広域的な共同事務を行うための特別地方公共団体（一部事務組合）である。

## 解説
当初は常備消防を担う吉野広域消防組合として設立されたが、後にごみ処理（クリーンセンターの運営）と斎場管理（火葬場の運営）の開始に先立ち、吉野広域行政組合に名称・組織変更した。
後に老人福祉施設の運営、戸籍共同電算システムの運用についても担うようになった。一方で、奈良県内の常設消防の広域化伴い、組合の祖業ともいえる消防業務は移管され現在は担っていない。

## 運営する事業
- ごみ処理
- 斎場管理
- 老人福祉施設運営
- 戸籍共同電算システムの運営

## 沿革[1]
昭和56年10月：吉野広域消防組合設立準備室設置
昭和57年 2月：吉野広域消防組合設立許可
　　　　 4月：吉野広域消防組合消防本部庁舎竣工、消防業務開始（消防署は吉野広域消防署）
平成 2年 4月：吉野広域行政組合に名称変更
平成 4年 4月：吉野三町村クリーンセンターの業務開始、吉野町から吉野斎場の管理を組合へ移行
平成 4年 6月：吉野三町村クリーンセンター竣工
平成 5年 5月：吉野三町村クリーンセンター粗大ごみ処理施設竣工
平成 8年 4月：吉野三町村老人福祉施設（さくら苑）竣工業務開始
平成 9年 4月：吉野三町村クリーンセンターリサイクルセンター棟竣工
平成10年 4月：上北山村及び下北山村から消防業務委託開始
　　　　10月：吉野広域消防署北山分遣所（吉野郡下北山村）開所
平成14年 3月：吉野三町村クリーンセンターの排ガス高度処理施設及び灰固形化施設整備工事が竣工
平成20年 3月：吉野三町村クリーンセンターの基幹的整備補修工事が竣工
平成24年 3月：吉野三町村クリーンセンターの最終処分場拡張整備工事が竣工
　　　　 4月：吉野郡７町村による戸籍共同電算システムの運用を開始
平成26年 4月：消防広域化に伴い消防業務を奈良県広域消防組合に移管
平成28年 4月：吉野三町村老人福祉施設（さくら苑）指定管理開始
平成29年 3月：吉野三町村クリーンセンター可燃棟停止
令和 5年 9月：吉野三町村クリーンセンターにおける一般廃棄物最終処分場を除くごみ処理業務終了